# Горновац
Горновац или Горновец (на сръбски: Горновац или Gornovac) е село в община Търговище, Пчински окръг, Сърбия.

## История
В края на XIX век Горновац е село в Прешевска кааза на Османската империя. Според статистиката на Васил Кънчов („Македония. Етнография и статистика“) от 1900 година Горновец е населявано от 165 жители българи християни. Според патриаршеския митрополит Фирмилиан в 1902 година в Горновац има 23 сръбски патриаршистки къщи. По данни на секретаря на Българската екзархия Димитър Мишев („La Macédoine et sa Population Chrétienne“) в 1905 година в Горновац (Gornovatz) има 176 българи патриаршисти гъркомани.
В 2002 година в селото живеят 73 сърби и 1 албанец.

## Население
- 1948- 209
- 1953- 196
- 1961- 185
- 1971- 186
- 1981- 123
- 1991- 86
- 2002- 74